# Jozef Pollák
Jozef Pollák (23. března 1960, Zázrivá) je bývalý československý a slovenský reprezentant v orientačním běhu. Jeho největším úspěchem je stříbrná medaile ze štafetového závodu mistrovství světa v roce 1983, kterou vybojoval spolu s Vlastimilem Uchytilem, Pavlem Ditrychem a Jaroslavem Kačmarčíkem.

## Sportovní kariéra

### Umístění na MS
| Zalaegerszeg 1983    |           | 13. místo | 2. místo  |
| Bendigo 1985         |           | 43. místo | 6. místo  |
| Gérardmer 1987       |           | 10. místo | 7. místo  |
| Skövde 1989          |           | 17. místo | 6. místo  |
| Mariánské Lázně 1991 | 14. místo |           | 6. místo  |
| West Point 1993      | 28. místo | 30. místo | 22. místo |
| Detmold 1995         | 14. místo | 62. místo |           |
| Grimstad 1997        | 25. místo | 30. místo |           |
| Inverness 1999       | 30. místo | 41. místo | 14. místo |
| Tampere 2001         | X         | X         | 13. místo |

| Umístění na Akademickém mistrovství světa v orientačním běhu | Umístění na Akademickém mistrovství světa v orientačním běhu | Umístění na Akademickém mistrovství světa v orientačním běhu |
| Rok                                                          | Klasika                                                      | Štafety                                                      |
| ------------------------------------------------------------ | ------------------------------------------------------------ | ------------------------------------------------------------ |
| Praha 1982                                                   | 22. místo                                                    | 4. místo                                                     |
| Jönköping 1984                                               | 12. místo                                                    |                                                              |

### Umístění na MČSR
| Umístění na Mistrovství Československa v orientačním běhu | Umístění na Mistrovství Československa v orientačním běhu | Umístění na Mistrovství Československa v orientačním běhu | Umístění na Mistrovství Československa v orientačním běhu | Umístění na Mistrovství Československa v orientačním běhu | Umístění na Mistrovství Československa v orientačním běhu | Umístění na Mistrovství Československa v orientačním běhu | Umístění na Mistrovství Československa v orientačním běhu |
| Ročník                                                    | Kategorie                                                 | Klasická trať                                             | Krátká trať                                               | Dlouhá trať                                               | Noční                                                     | Členství v klubu                                          |                                                           |
| --------------------------------------------------------- | --------------------------------------------------------- | --------------------------------------------------------- | --------------------------------------------------------- | --------------------------------------------------------- | --------------------------------------------------------- | --------------------------------------------------------- | --------------------------------------------------------- |
| MČSR 1977                                                 | H17 – starší dorostenci                                   | 15. místo                                                 |                                                           |                                                           |                                                           | TJ Tatran Zázrivá                                         |                                                           |
| MČSR 1978                                                 | H17 – starší dorostenci                                   | 2. místo                                                  |                                                           |                                                           | 1. místo                                                  | TJ Slávia Banská Bystrica                                 |                                                           |
| MČSR 1979                                                 | H19 – junioři                                             | 2. místo                                                  |                                                           | 4. místo                                                  | 1. místo                                                  | TJ Slávia Banská Bystrica                                 |                                                           |
| MČSR 1980                                                 | H19 – junioři                                             | 3. místo                                                  |                                                           | 1. místo                                                  |                                                           | VŠK Košice                                                |                                                           |
| MČSR 1981                                                 | H21 – muži                                                | 13. místo                                                 |                                                           | 27. místo                                                 | 4. místo                                                  | VŠK Košice                                                |                                                           |
| MČSR 1982                                                 | H21 – muži                                                | 6. místo                                                  |                                                           | 4. místo                                                  | 3. místo                                                  | VŠK Košice                                                |                                                           |
| MČSR 1983                                                 | H21 – muži                                                | 10. místo                                                 |                                                           | 4. místo                                                  |                                                           | VŠK Košice                                                |                                                           |
| MČSR 1984                                                 | H21 – muži                                                | 1. místo                                                  |                                                           |                                                           |                                                           | VŠK Košice                                                |                                                           |
| MČSR 1985                                                 | H21 – muži                                                | 32. místo                                                 |                                                           | 8. místo                                                  |                                                           | Akademik TU Košice                                        |                                                           |
| MČSR 1986                                                 | H21 – muži                                                | 6. místo                                                  |                                                           |                                                           |                                                           | Akademik TU Košice                                        |                                                           |
| MČSR 1987                                                 | H21 – muži                                                | disk                                                      |                                                           | 2. místo                                                  |                                                           | Akademik TU Košice                                        |                                                           |
| MČSR 1988                                                 | H21 – muži                                                | 1. místo                                                  |                                                           |                                                           |                                                           | Akademik TU Košice                                        |                                                           |
| MČSR 1989                                                 | H21 – muži                                                | 4. místo                                                  |                                                           | 1. místo                                                  |                                                           | Akademik TU Košice                                        |                                                           |
| MČSR 1990                                                 | H19 (21) – muži                                           |                                                           | 6. místo                                                  |                                                           |                                                           | Akademik TU Košice                                        |                                                           |
| MČSR 1990                                                 | H21 – muži                                                | 8. místo                                                  |                                                           | 4. místo                                                  |                                                           | Akademik TU Košice                                        |                                                           |
| MČSR 1991                                                 | H19 (21) – muži                                           |                                                           | 13. místo                                                 |                                                           |                                                           | Akademik TU Košice                                        |                                                           |
| MČSR 1991                                                 | H21 – muži                                                | 9. místo                                                  |                                                           | 3. místo                                                  |                                                           | Akademik TU Košice                                        |                                                           |
| MČSR 1992                                                 | H19 (21) – muži                                           |                                                           | 1. místo                                                  |                                                           |                                                           | Akademik TU Košice                                        |                                                           |
| MČSR 1992                                                 | H21 – muži                                                | 11. místo                                                 |                                                           |                                                           |                                                           | Akademik TU Košice                                        |                                                           |

### Umístění na MČR
| Umístění na Mistrovství České republiky v orientačním běhu | Umístění na Mistrovství České republiky v orientačním běhu | Umístění na Mistrovství České republiky v orientačním běhu | Umístění na Mistrovství České republiky v orientačním běhu | Umístění na Mistrovství České republiky v orientačním běhu | Umístění na Mistrovství České republiky v orientačním běhu | Umístění na Mistrovství České republiky v orientačním běhu | Umístění na Mistrovství České republiky v orientačním běhu |
| Ročník                                                     | Kategorie                                                  | Klasická trať                                              | Krátká trať                                                | Sprint                                                     | Noční                                                      | Ranking                                                    | Členství v klubu                                           |
| ---------------------------------------------------------- | ---------------------------------------------------------- | ---------------------------------------------------------- | ---------------------------------------------------------- | ---------------------------------------------------------- | ---------------------------------------------------------- | ---------------------------------------------------------- | ---------------------------------------------------------- |
| MČR 1995                                                   | H21 – muži                                                 |                                                            | 17. místo                                                  |                                                            |                                                            |                                                            |                                                            |